# Orychophragmus violaceus
Orychophragmus violaceus là một loài thực vật có hoa trong họ Cải. Loài này được (L.) O.E. Schulz mô tả khoa học đầu tiên năm 1916.